# Karis järnvägsstation

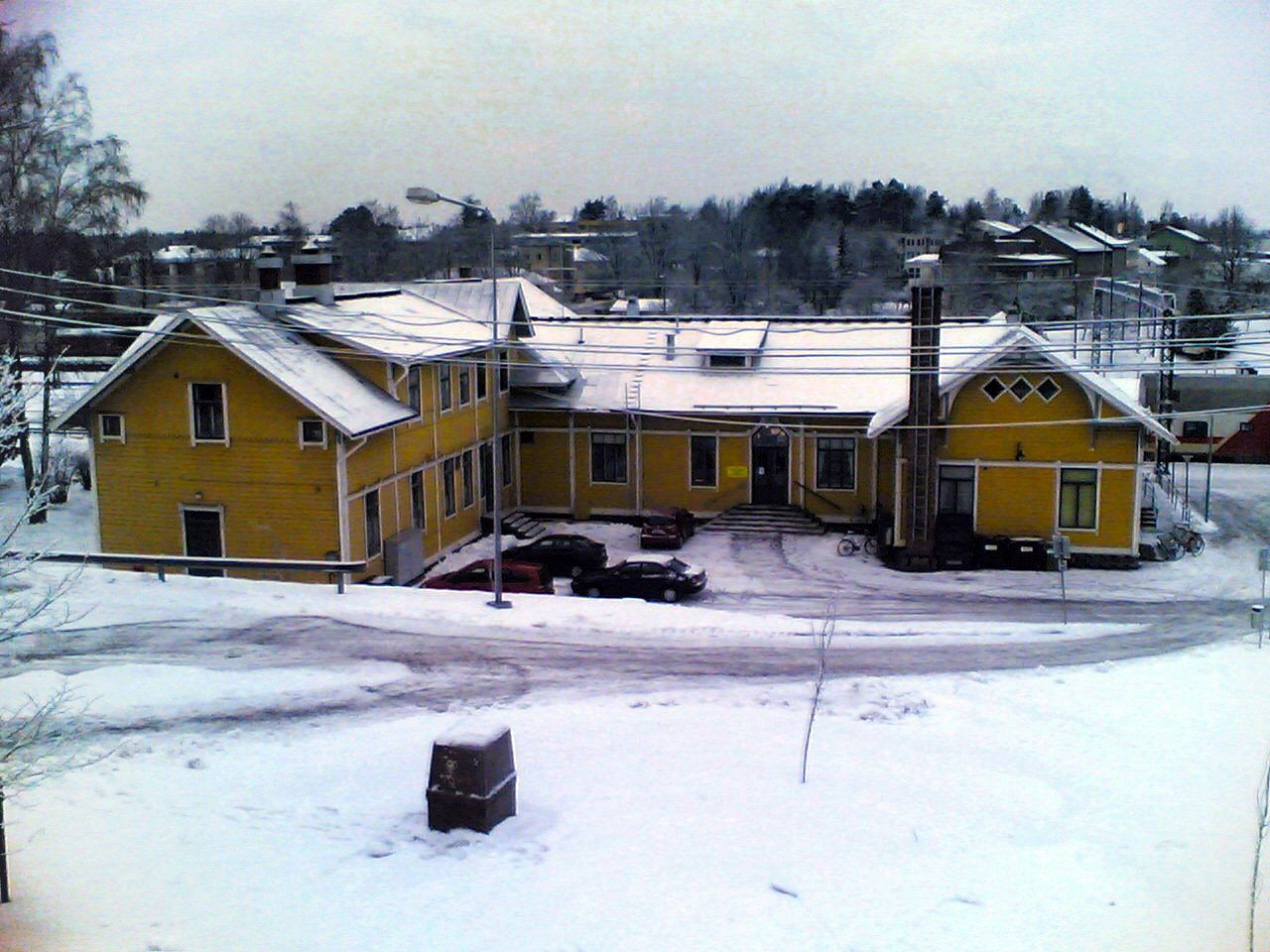
Karis järnvägsstation.

Karis järnvägsstation är en järnvägsstation i den nyländska staden Raseborg. Järnvägsstationen är en järnvägsknut för Kustbanan Åbo-Helsingfors, Hangöbanan och Hyvinge-Karis-banan. Avståndet från Helsingfors järnvägsstation är 87 bankilometer. 
Järnvägsstationens byggnad byggdes 1898-99 efter ritningar av den finländska arkitekten Bruno Granholm.